# Кільця Реї

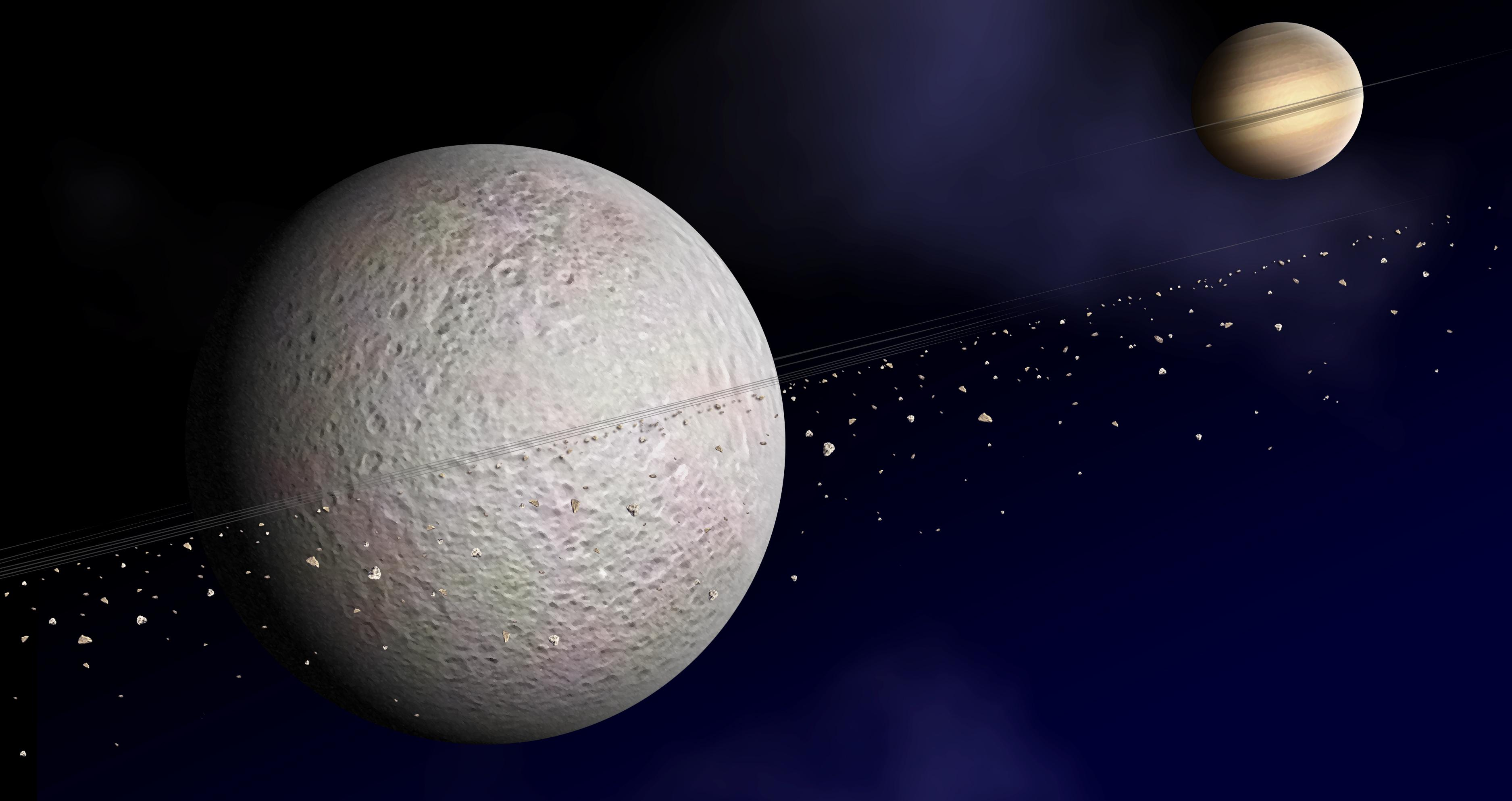
Художнє зображення кілець Реї. Щільність частинок в кільцях перебільшена.

Кільця Ре́ї — імовірно існуюча система з плоских концентричних утворень, розташованих в екваторіальній площині супутника Сатурна, Реї.
Вважається, що в одного із супутників Сатурна, Реї, може існувати своя кільцева система, що складається з трьох вузьких, відносно щільних кілець. Це перший випадок, коли кільця можуть бути виявлені не у планети, а в її супутника. Про можливість такого відкриття було оголошено в статті журналу «Science» на початку березня 2008 року.
У листопаді 2005 року КА «Кассіні» виявив, що в околицях супутника спостерігається гальмування електронів високої енергії магнітосфери Сатурна. Як стверджує команда дослідників, отримані дані можуть бути задовільно пояснені, якщо припустити, що електрони поглинаються якимось твердим об'єктом, що є диск з декількох кілець або дуг, що містять в собі частинки діаметром від декількох десятків сантиметрів до кількох метрів. Подальші дослідження, спеціально проведені апаратом «Кассіні» за допомогою камери з малим кутом розсіювання, однак, не підтвердили припущення; в серпні 2010 року було оголошено, що у Реї кілець немає, а що стосується причини ефекту з гальмуванням електронів, то вона залишається неясною. Проте, ланцюжок відмітин на поверхні супутника може являти собою наслідки падіння частинок кілець Реї, що зійшли зі своїх орбіт, так що питання залишається відкритим.

## Відкриття

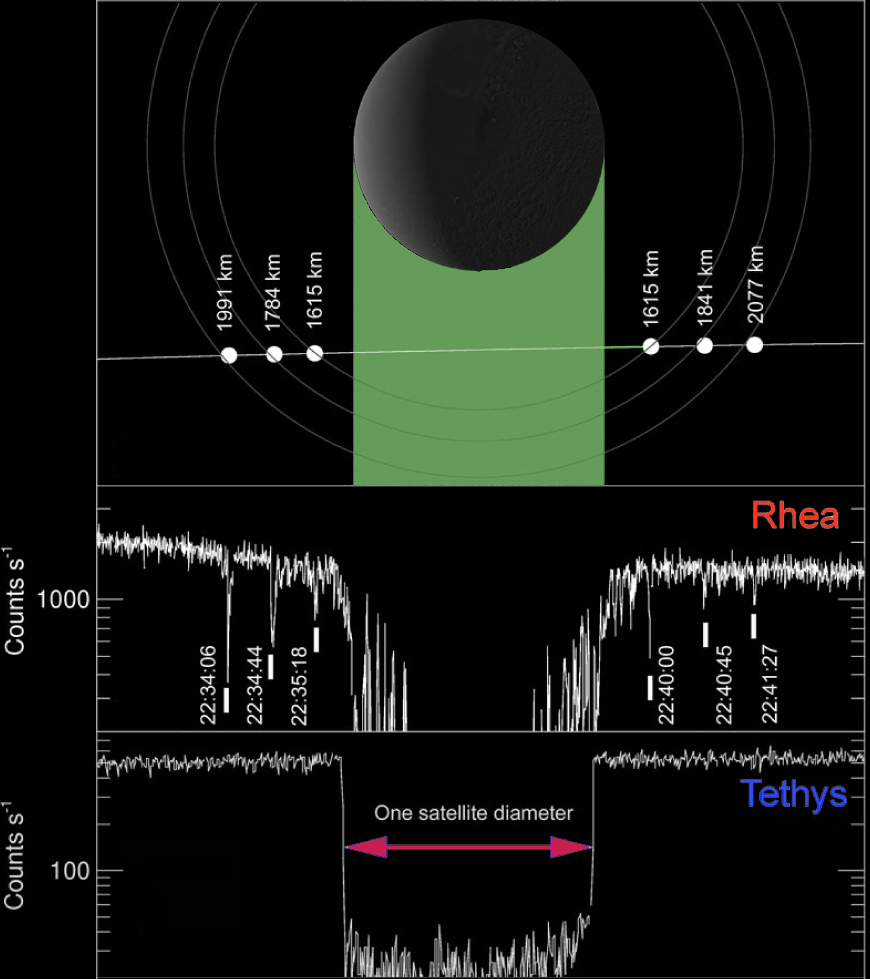
Порівняння результатів спостережень, проведених «Кассіні» для Реї (посередині) і Тефии (знизу). Вгорі — гіпотетичні кільця Реї. Як видно, на відміну від Тетиса, у Реї не спостерігається такого різкого і однозначного зменшення потоку.

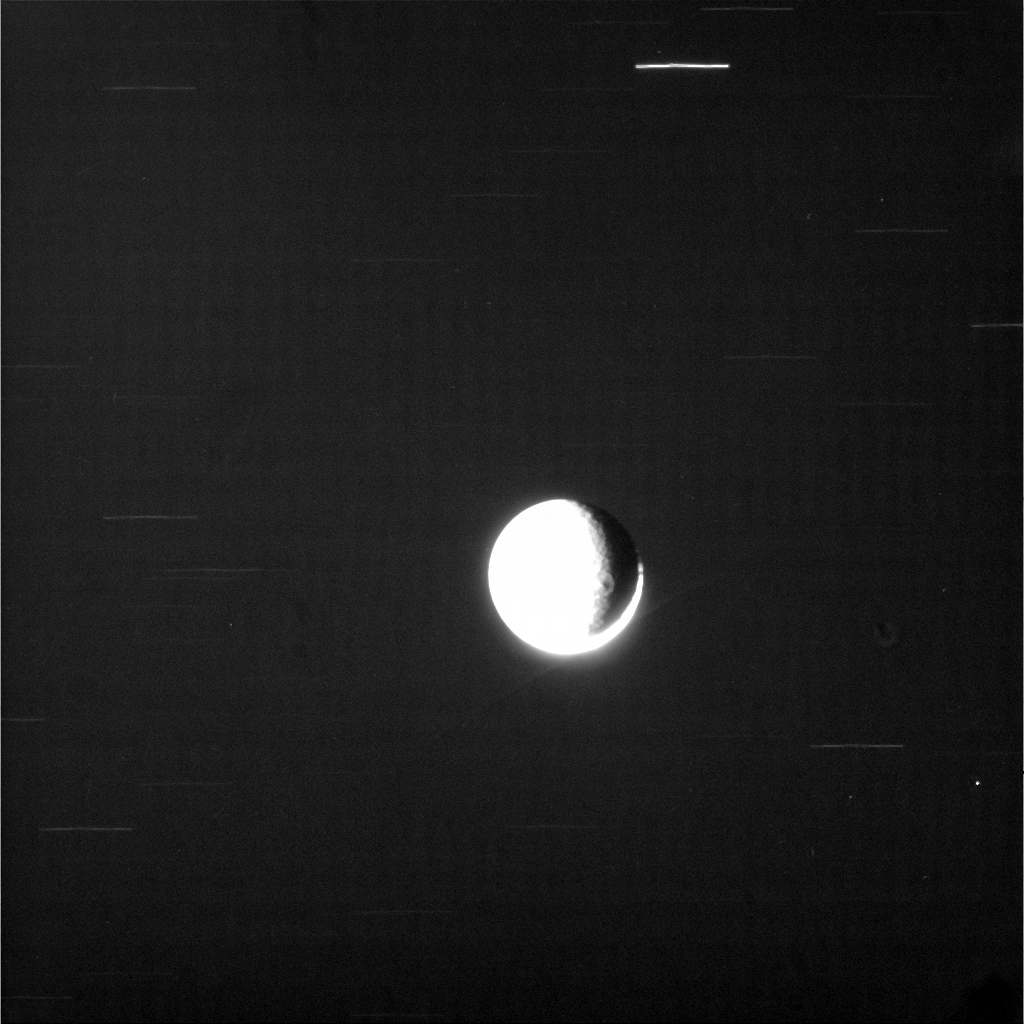
На цій фотографії з витримкою 100 секунд не вдалося виявити кільця Реї. Якщо вони насправді існують, то або вони дуже тонкі, або відображають занадто мало світла, щоб їх можна було знайти.

«Вояджер-1» спостерігав вищезгаданий ефект гальмування електронів, захоплених магнітосферою Сатурна, в околицях Реї ще 1980 року. Ці дані, на той момент не мали пояснення, були отримані при спостереженнях з набагато більшої відстані, ніж дані «Кассіні».
26 листопада 2005 року апарат «Кассіні» проводив цілеспрямовані дослідження Речі. Він пройшов на висоті 500 км над поверхнею супутника і зафіксував переривання потоку заряджених частинок магнітосфери Сатурна в тіні супутника, коли апарат знаходився в його тіні. Потік електронів високої енергії, захоплених магнітним полем планети-гіганта, в цій області простору зменшувався на 70 %. Подібні зміни були виявлені також у випадку з Діоною і Тефією, але в їх тіні потік зменшувався відразу, а коли Рея затуляла «Кассіні» від такого ж потоку, той зменшувався не відразу, а поступово, і тільки потім слідував різкий «обрив». Подібні «загасання» починали спостерігатися на відстані, що збігається з радіусом сфери Гілла для даного супутника. При виході апарату через Реї спостерігався зворотний ефект: спочатку різкий «сплеск» щільності потоку частинок, а потім подальше його плавне підвищення до виходу «Кассіні» зі сфери Гілла.
У жовтні 2009 року з'явилася публікація, в якій стверджувалося, що ланцюжок відмітин, яскравих в ультрафіолетовому кольорі і займають собою три чверті обхвату супутника уздовж його екватора (з відхиленням від останнього максимум всього в 2°), може також являти собою свідчення наявності кільця або кілець, частинки яких, зійшовши зі своїх орбіт, впали на Рею.
Проте, прямих доказів або фотографічних зображень речовини, що перешкоджає електронам, не існує, хоча виявити їх було б важко. Подальші дослідження, виконані все тим же «Кассіні» 2 березня 2010 року, не виявили наявність кілець у Реї.

## Інтерпретація
Однією з причин переривання потоку заряджених частинок могли б бути газ або пил в околицях Реї, але обсяг, який за розрахунками потрібний для створення такого ефекту, набагато більший, ніж той, що був виявлений «Кассіні». Тому команда дослідників прийшла до висновку, що причиною служить саме наявність кілець у супутника.
Найпростішим поясненням симетричності при падінні і зростанні потоку може бути саме наявність у Реї трьох кілець, які обертаються навколо супутника в його екваторіальній площині. Подібним чином вже вдалося довести наявність кілець Урана в 1977 році (Тоді вчені планували спостереження за покриттям зірки Ураном, але воно відбулося до покриття власне планетою, причому кілька разів поспіль). Невеликі відхилення від абсолютної симетрії пояснюються як помірним нахилом до місцевого магнітного поля, так і загальними девіаціями в потоці плазми; нижче наведена таблиця з округленими даними:
| Кільце   | Радіус орбіти, км |
| -------- | ----------------- |
| Диск Реї | <5900             |
| 1-е      | ≈1615             |
| 2-е      | ≈1800             |
| 3-е      | ≈2020             |

Проте, не всі вчені згодні з таким трактуванням наявних даних, вони спираються на те, що на отриманих зображеннях немає кілець, але складаючі їх камені повинні були б бути присутнім на фотографіях.

## Фізична сторона питання

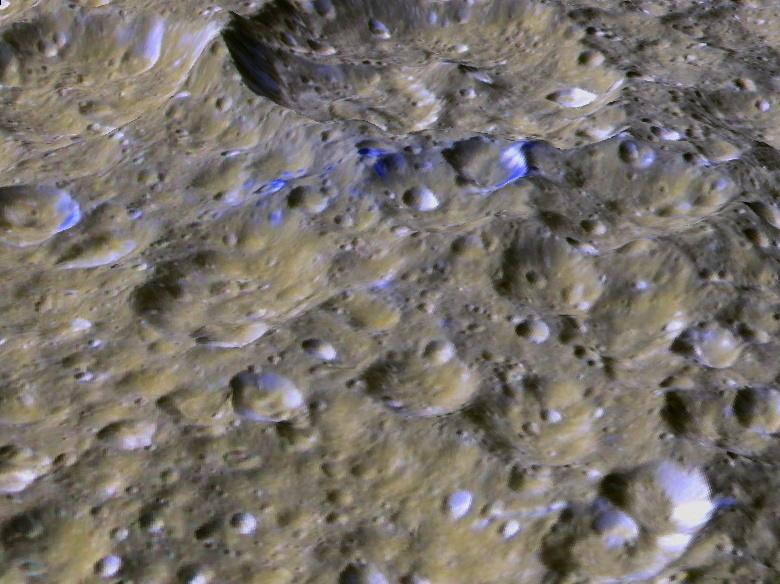
Яскраво-сині плями — лід на екваторі Реї.

Моделювання показує, що масивні камені могли б залишатися на орбіті в екваторіальній площині навколо Реї протягом астрономічно значущих відрізків часу. Але навколо Діони і Тефії вони не були б стійкими, оскільки ці супутники знаходяться набагато ближче до Сатурна, і їх сфери Гілла значно менше. Навколо Титану, наприклад, такі кільця також не були б стійкими, бо швидко втратили б свою цілісність, стикаючись з щільною атмосферою цього місяця.
Висловлюються різні припущення щодо джерела для матеріалу цих кілець. Є версія, що камені могли бути викинуті на орбіту навколо супутника в результаті поштовхів або ударів на супутнику, що, в такому разі, відбулося близько 70 мільйонів років тому. Або невелике тіло було зруйновано, потрапивши в поле тяжіння Реї. Так чи інакше, камені повинні були б врешті-решт розподілитися по орбіті в екваторіальній площині супутника. Якщо прийняти думку, що такі кільця стійкі протягом довгих проміжків часу, то можна припустити, що вони існують навіть з часів, коли формувалася сама Рея.